# Terceira Ponte
A Terceira Ponte, oficialmente Ponte Deputado Darcy Castello de Mendonça, liga as cidades de Vitória e Vila Velha, no Espírito Santo. Foi a maior obra já realizada no estado e uma das maiores do Brasil, tornando-se um dos cartões-postais das duas cidades e do estado.
O povo apelidou-a de Terceira Ponte logo que foi anunciado o projeto de sua construção, devido às duas outras pontes que já existiam anteriormente ligando Vitória a Vila Velha: Ponte Florentino Avidos (conhecida como Cinco Pontes) e Segunda Ponte (Ponte do Príncipe).
A primeira ponte (Florentino Avidos), inaugurada em 1928, ligou o coração de Vitória com os fundos de Vila Velha. A segunda, aberta em 1979, trouxe o tráfego continental para o miolo da capital, Vitória.
A Terceira Ponte é a quinta maior ponte, em extensão, do Brasil. Foi construída para desafogar as duas primeiras pontes. Possui 3,33 km de extensão, vão principal com 70 m de altura e 260 m de um pilar ao outro, permitindo assim o acesso de navios de grande porte à baía de Vitória.
É a principal ligação de Vitória com Vila Velha e o litoral sul do Espírito Santo e depois de sua construção, Vila Velha passou por um intenso crescimento na construção civil, dando outra dimensão à sua então condição de cidade-dormitório.
O primeiro pilar da Terceira Ponte foi concretado em 1978, durante o governo de Élcio Álvares e foi concluída em 1989, no governo de Max Mauro. A ponte iniciou operando com 12 mil carros por dia, e em outubro de 1992 já eram 15.964 por dia, em média. Atualmente passam pela Terceira Ponte, diariamente, cerca de 58 mil veículos, contando com uma estrutura moderna e eficiente, que compreende iluminação, sinalização, serviço de emergência médica e socorro mecânico. Toda a operação da Terceira Ponte é monitorada por um moderno Centro de Controle Operacional.
Devido ao aumento do número de veículos em circulação, longos congestionamentos se tornaram comuns na ponte, sobretudo nos horários de pico.
Terceira Ponte em números:
- 61 pilares;
- 3,33 km de extensão;
- Vão central com 70 metros de altura (segundo maior do Brasil);
- Vão livre com 260 metros (entre um pilar e outro);
- 250 postes e 250 lâmpadas instaladas;
- Desde a sua inauguração até os dias de hoje, o fluxo de carros que trafega pela Terceira Ponte teve um crescimento superior a 450%;
- Praça de pedágio com 15 pistas, sendo 12 pistas (manuais) e 3 automáticas (arrecadamento automático debitado em aparelho eletrônico no veículo);
- Dois painéis de mensagens variáveis agilizam a comunicação da empresa com os usuários, informando principalmente sobre as condições de tráfego. Estes painéis também são utilizados para a comunicação de relacionamento com os usuários.

## Ampliação da Ponte
No ano de 2021 começaram os trabalhos para implementação da ciclovia, barreira de proteção ao suicídio e a criação de mais duas novas faixas. Ambos os lados da ponte terão vias para ciclistas com acesso a cidade de Vila Velha e Vitória. 